# Гоце-Делчев (город)
Гоце-Делчев (болг. Гоце Делчев) — город в Благоевградской области Болгарии. Административный центр общины Гоце-Делчев. По данным переписи населения 2011 года, в городе проживало 19219 человек.
Город расположен в 105 км от областного центра — Благоевграда и в 203 км от столицы — города София.
До 1951 г. город носил имя Неврокоп (др.-греч. Νευροκοπι). Своё современное название город получил в честь болгарского революционера Гоце Делчева.

## Население
| Год     | 1934 | 1946  | 1956  | 1965  | 1975  | 1985  | 1992  | 2001  | 2011  |
| ------- | ---- | ----- | ----- | ----- | ----- | ----- | ----- | ----- | ----- |
| Жителей | 8767 | 11115 | 12577 | 14358 | 16845 | 19699 | 20454 | 20426 | 19219 |

| Национальность  | Человек | Процент |
| --------------- | ------- | ------- |
| болгары         | 15703   | 92,92 % |
| турки           | 763     | 4,51 %  |
| цыгане          | 164     | 0,97 %  |
| другие          | 102     | 0,6 %   |
| не определились | 168     | 0,99 %  |
| Всего ответов   | 16900   |         |

|  |